# Nemadoras trimaculatus
Nemadoras trimaculatus és una espècie de peix d'aigua dolça de la família dels doràdids i de l'ordre dels siluriformes.
Poden assolir fins a 10,8 cm de longitud total. És un peix d'aigua dolça i de clima tropical. Es troba a Sud-amèrica a les conques dels rius Amazones, Orinoco i Essequibo.